# 라운드 숄더
라운드 숄더(rounded shoulder posture 또는 mom posture)는 목과 등이 앞으로 굽은 자세를 뜻하는 말이다. 일반적으로 비만이나 운동부족, 신체노화, 가슴이 큰 여학생들이 가슴을 가리려 움츠리고 다니는 등의 경우에 자주 발생한다.
일상생활에서 바른 자세를 찾고, 운동을 꾸준히 하는 것으로 상당 부분 개선할 수 있으며 자세는 하루이틀 사이에 바뀌지 않으므로 강박적으로 바른 자세를 장시간 유지하거나 단기간에 격하게 많은 운동을 할 필요는 없다.

## 자세
평상시 뒷통수를 뒤쪽으로 밀며 자세를 잡는다, 턱은 살짝 아래로 당긴다. 
얼굴의 중심은 광대뼈인것을 고려하여 자세를 잡는다 

## 운동
댄스, 수영, 헬스, 등산, 걷기, 달리기, 계단오르기 등 모든 운동이 자세를 개선하는데 도움이 된다, 다만 바른 운동자세를 잡으면서 운동을 해야한다.